# Дегио, Карл Константинович
Карл Константинович фон Дегио (нем. Karl Gottfried Konstantin Dehio; 1851, Ревель — 1927, Тарту) — терапевт, доктор медицины, заслуженный профессор и ректор Дерптского университета.

## Биография
Родился в Ревеле 27 мая (8 июня) 1851 года. Его двоюродным братом был немецкий искусствовед Георг Дегио.
В 1870—1876 годах учился на медицинском факультете Дерптского университета. В 1876 году, после окончания университетского курса стал ассистентом терапевтической клиники и в том же году стал врачом санитарного отряда в Сербии. В 1877 году получил докторскую степень и принял участие в русско-турецкой войне: состоял врачом Евангелического лазарета в Болгарии (Систово).
В 1878 году продолжил обучение в Вене.
С 1879 по 1884 год был врачом детской больницы принца Ольденбургского в Петербурге. Благодаря известности при царском дворе в 1881 году он стал личным врачом великой княгини Екатерины Михайловны, которую сопровождал с сыновьями через Москву и Киев в Берлин.
В 1884 году вернулся в Дерптский университет в качестве доцента клинической пропедевтики, с 1886 года — экстраординарный профессор, с 1888 года — ординарный профессор частной патологии и терапии и заведующий госпитальной клиникой, 1897 году — заслуженный профессор частной патологии Юрьевского университета. В 1918 году был ректором университета.
В 1890—1914 годах был одним из редакторов «Petersburger medicinische Wochenschrift» («Петербургский медицинский еженедельник»).
Автор более 80 статей в русских и зарубежных медицинских изданиях. Описал дифференциально-диагностический признак возбуждения парасимпатической нервной системы и поражения миокарда у больных с брадикардией: после подкожного введения 1 мл 0,1 % раствора атропина брадикардия, обусловленная возбуждением парасимпатической нервной системы, проходит; при поражении же миокарда пульс остается замедленным (симптом Дегио-Дойникова).
Всю свою жизнь он посвятил борьбе с проказой в России и Прибалтике; напечатал книгу «Проказа в прошлом и в настоящем времени» (СПб., 1895). Был вице-президентом Общества по борьбе с проказой в Лифляндии. С помощью молодых великих князей Романовых, сыновей Екатерины Михайловны, и организованных им благотворительных акций («Балы проказы») он организовал лепрозории по всей России для лечения больных. То, что в 1918 году эпидемия лепры в России была погашена, во многом его заслуга.
Немецкая академия естествоиспытателей Леопольдина избрала его своим членом в 1926 году. 
Умер 26 февраля 1927 года в Тарту.
В его честь[уточнить] был назван астероид № 48415.

## Семья
Вторая жена Карла Дехио, Ольга Анна Элизабет Треффнер, была племянницей педагога Хьюго Треффнера.
Его дочери: Аделина Августа Дехио (1894–1949) — журналистка; Else Hueck-Dehio (1897–1976)  (англ.) — писательница.